# Brian Davies
Brian Evan Anthony Davies (ur. 7 lipca 1951) – dominikanin, profesor filozofii, autor klasycznej pracy Wprowadzenie do filozofii religii przetłumaczonej na kilka języków. Od 1995 roku wykłada na Fordham University w Nowym Jorku. Wykładał również teologię i filozofię na Oxford University, Emory University w Atlancie, Collegio Beda w Rzymie oraz na uniwersytetach w Bristolu i Londynie. Jest autorem licznych artykułów i książek na temat filozofii religii, teologii oraz filozofii średniowiecznej.

## Publikacje
- An Introduction to the Philosophy of Religion (Oxford University Press: Oxford, 1982; drugie wydanie, 1993; trzecie wydanie 2003; tłumaczenie koreańskie, 1996; tłumaczenie rumuńskie, 1996; tłumaczenie ukraińskie, 1996; tłumaczenie węgierskie, 1999; tłumaczenie polskie 2006)

- Thinking About God (Geoffrey Chapman: London, 1985)
- The Thought of Thomas Aquinas (Oxford University Press: Oxford, 1992)
- Aquinas (Continuum: London and New York, 2002)
- Aquinas: An Introduction (Continuum: London and New York, 2003)
- The Reality of God and the Problem of Evil (Continuum: London and New York, 2006)